# Akustička karotaža
Akustička karotaža je sonda za mjerenje prolaznog vremena putovanja seizmičkog vala na kratkim udaljenostima u bušotini unutar koje su smješteni izvor seizmičkog vala visoke frekvencije (1 do 25 kHz) i seizmički senzori za registraciju povratnog vala. Služi za određivanje detaljnih promjene brzine širenja seizmičkih valova u neposrednom okolišu bušotine te posredno i u određivanju litološkog sastava nabušenih slojeva na temelju izračunatih akustičkih impedancija (akustička impedancija, koeficijent reflektiranja, seizmika).

## Vanjske poveznice
- Acoustic velocity logging. Mining Encyclopedia. Inačica izvorne stranice arhivirana 10. siječnja 2022. Pristupljeno 10. siječnja 2022.